# Узбеки в США
Узбеки в США (узб. Oʻzbek amerikaliklari; англ. Uzbek Americans) — этнические узбеки, живущие на территории США.

## История
В период после второй мировой войны несколько узбекских семей прибывает в Соединённые Штаты, в 1970—80-е годы число туркестанских семей в США достигает более тысячи. Большинство узбекских мигрантов приехало в Соединенные Штаты из Турции, а в 1980-х годах — из Афганистана в результате советской интервенции в эту страну.
Начиная с 1990-х годов по настоящее время, наблюдается тенденция миграции этнических узбеков из Узбекистана на постоянное место жительства в США по контракту или так называемой «грин кард» (зелёной карте) (Diversity Visa).

## Настоящее положение
Большинство мигрантов задействованы в сфере бизнеса, науки и образования, работают в различных учреждениях и на производственных предприятиях. Часть узбекской диаспоры задействована в правительственных учреждениях, школах и колледжах страны, в таких сферах как адвокатура, авиация и медицина. Другие занимают ответственные должности в исполнительных структурах американских штатов. В Америке, по данным правоохранительных органов, представители узбекской диаспоры являются самыми законопослушными и редко нарушают законодательство. Среди них много образцовых семей.
В 1970-е годы первые узбеки Сильвия Назар и Тимур Ходжа оглу защитили докторские диссертации в престижном Колумбийском университете, а некоторые как Назиф Шахрани, Х. Исматуллаев стали профессорами американских университетов. В эпоху И.А. Каримова впервые гражданка Узбекистана защитила докторскую диссертацию в Гарвардском университете..

## Численность
В течение последних 5—6 лет ежегодно около 1000—1800 граждан Узбекистана выигрывают лотерею «грин кард» и после получения иммиграционной визы оседают в Америке. Так, более 20 тысяч этнических узбеков сегодня являются гражданами или полноправными резидентами США.